# Lia Parolari
Lia Parolari (Orzinuovi, 30 luglio 1990) è un'ex ginnasta italiana, ora allenatrice di ginnastica artistica; dal 2013 al 2015 è stata assessore comunale al comune di Trenzano.

## Biografia
Residente a Cossirano, frazione del comune di Trenzano, in provincia di Brescia. Ha frequentato le locali Scuole Medie "Oscar di Prata" ex "G. Verga" di Trenzano, e poi si è diplomata in Ragioneria.
Il 10 agosto 2008 le è stata conferita la cittadinanza onoraria del comune di Travagliato, in provincia di Brescia.
Nel 2013 si è candidata con la lista "Azione Civica", politicamente riconducibile al centro-destra, come consigliera comunale alle elezioni amministrative per il comune di Trenzano, risultando poi eletta e nominata assessore allo sport, con deleghe al tempo libero e alla biblioteca. A novembre del 2015 ha rassegnato le dimissioni da entrambe le cariche amministrative.

## Carriera sportiva

### Carriera junior

#### Europei di Volos
Lia Parolari inizia la sua carriera nella palestra de Le libellule 1993 a Rudiano e poi passa in quella dell'Estate 83 a Travagliato.
La sua prima gara internazionale è stata nel 2000.
Partecipa ai Campionati di categoria a Lavagna nella categoria allieve 2º grado dove arriva con 30 725 punti in dodicesima posizione.
L'esordio in nazionale avviene nel 2002 nel Torneo 4 motori dove si piazza al terzo posto con la squadra. Al Campionato nazionale di serie C vince la medaglia d'oro con la sua squadra. Dopo alcuni anni diventa un punto di riferimento per la nazionale italiana, capace di buoni punteggi a parallele, trave e corpo libero: nel 2004 in Serie A si classifica al quarto posto con la sua squadra; nel 2005, agli Assoluti, è seconda classificata nel concorso generale, vince la medaglia d'oro nella finale del corpo libero e vince due bronzi, alle parallele asimmetriche e alla trave.

### Carriera senior
Nel 2006, ai Campionati Europei svoltisi a Volos in Grecia, insieme a Vanessa Ferrari, Monica Bergamelli, Carlotta Giovannini, Federica Macrì vince la medaglia d'oro nel concorso a squadre.
Non riesce però a partecipare ai Mondiali in quanto, durante un incontro amichevole a Trieste contro la Russia, subisce un importante infortunio, il distacco del tendine rotuleo. Questo infortunio la tiene distante dalle competizioni per circa un anno.

#### 2007: Campionati del mondo
Ai Campionati Assoluti, nel concorso generale, si classifica al quarto posto; alla finale del corpo libero si classifica al terzo.
Ai Campionati del mondo di Stoccarda si rivela un pilastro della nazionale, aiutando con i suoi punteggi la squadra a raggiungere uno storico quarto posto nella finale a squadre.

#### 2008: Europei e Olimpiadi
Agli Assoluti vince la medaglia d'oro nel concorso generale e alla finale del corpo libero; vince l'argento nella finale alle parallele asimmetriche e il bronzo nella finale della trave.

Entra nella nazionale Italiana per i mondiali di Tokyo.
Agli europei svoltisi in Francia, a Clermont-Ferrand, conquista la finale alle parallele arrivando in sesta posizione. Insieme alla squadra raggiunge il quarto posto.
Partecipa alle olimpiadi di Pechino e riesce a qualificarsi insieme a Vanessa Ferrari alla finale individuale: il 15 agosto, in finale, raggiunge il 14º posto.

#### 2012: Il ritiro
Il 2 giugno 2012 annuncia ufficialmente il suo ritiro dalle competizioni agonistiche per dedicarsi all'attività di allenatrice, rimanendo nella Estate '83.
(Lia Parolari, lettera di addio alla attività agonistica)

## IlParolari
Il Parolari è un elemento da lei portato per la prima volta in gara, riconosciuto dalla F.G.I. e inserito nel Codice dei Punteggi: è un'uscita alle parallele asimmetriche che consiste in un salto carpiato indietro dallo stalder unito.